# 詹氏錦魚
詹氏錦魚，又稱大斑錦魚，俗名四齒、礫仔、六帶龍、柳冷仔、青汕冷、青銅管，為輻鰭魚綱鱸形目隆頭魚亞目隆頭魚科的其中一種。

## 分布
本魚印度西太平洋區，包括東非、莫三比克海峽、模里西斯、塞席爾群島、馬爾地夫、日本、台灣、菲律賓、中國南海、泰國、馬來西亞、印尼'新幾內亞'新喀里多尼亞、密克羅尼西亞、帛琉、諾魯、馬里亞納群島、馬紹爾群島、澳洲、斐濟群島等海域。

## 深度
水深1至15公尺。

## 特徵
本魚體稍長且側扁。吻部短；上下頜具一列尖齒，前方各具2犬齒，無後犬齒。幼魚與成魚體色變化不大，幼魚體白色，上半部具不規則的黑色寬橫帶，尾鰭截形；成魚的斜黑橫帶較寬長，且有黃色夾雜其中，尾鰭上下葉略為延長。背鰭硬棘8枚、背鰭軟條13枚、臀鰭硬棘3枚、臀鰭軟條11枚。體長可達20公分。

## 生態
本魚棲息於沿岸珊瑚礁區，有時亦可在潮池中發現牠，活動力強，主要以擺動胸鰭的方式游泳，屬肉食性，以底棲無脊椎動物、小魚或浮游生物為食。

## 經濟利用
常作為觀賞魚，可食用。